# Straßeninstandsetzung
Straßeninstandsetzung (umgangssprachlich auch Straßensanierung oder Fahrbahnsanierung genannt) beschreibt bauliche Maßnahmen und Bauverfahren zur Beseitigung von Schäden an der Fahrbahnoberfläche von Straßen. Dafür kommen im Wesentlichen drei verschiedene Verfahren zum Einsatz.

## Dünne Schichten
Das Auftragen von dünnen Schichten kann auf zwei Arten geschehen:

### Dünne Asphaltdeckschichten in Kaltbauweise
Asphaltmischgut für dünne Asphaltdeckschichten in Kaltbauweise (kurz DSK) wird aus den Komponenten Gesteinskörnung, hochmodifizierter Bitumenemulsion, Wasser und Zement von selbstfahrenden Arbeitsmaschinen angemischt und auf die Straßenunterlage in flüssiger Form aufgetragen.
Im Querprofil erfolgt ein Ausgleich von Unebenheiten, wie z. B. Spurrinnen.
Der Einbau erfolgt in Schrittgeschwindigkeit.
Nach ca. 15–30 min. kann die sanierte Strecke wieder befahren werden.
Die Schichtdicke der DSK-Decke beträgt durchschnittlich nur einen Zentimeter.
Es handelt sich um ein bewährtes Erhaltungsverfahren insbesondere zur Wiederherstellung / Erhöhung der Griffigkeit.
Die wesentlichen Vorteile sind:
- Geringe Einbaukosten
- Geringe Lärmbelästigung für Anwohner

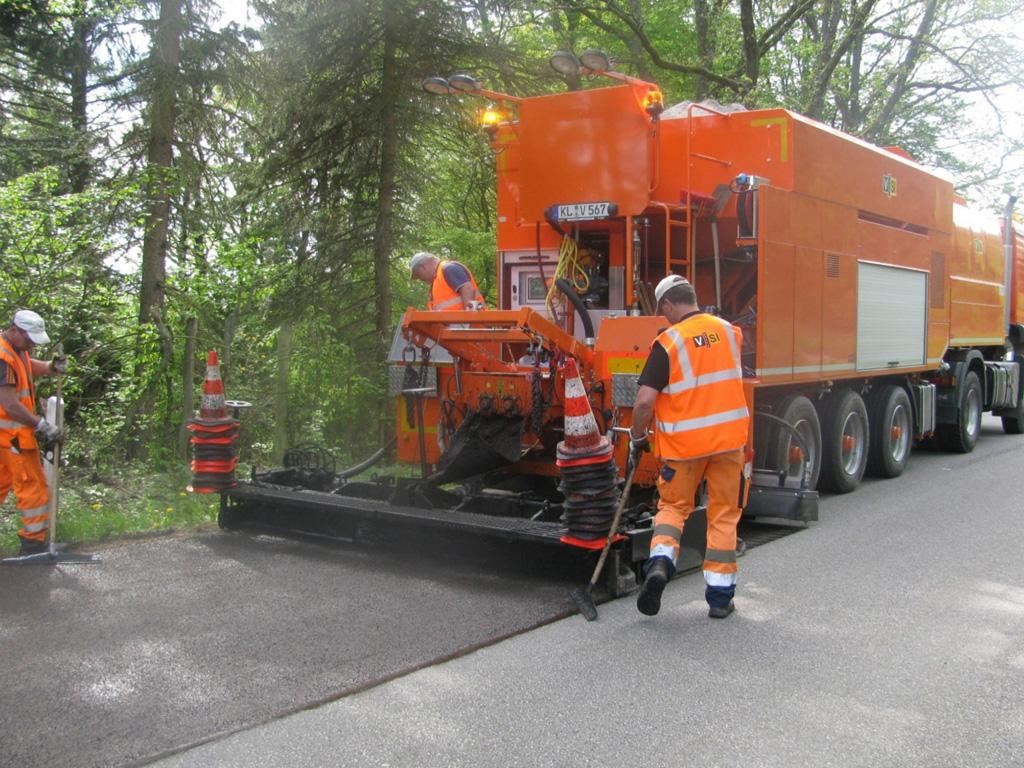
Dünne Asphaltdeckschicht in Kaltbauweise

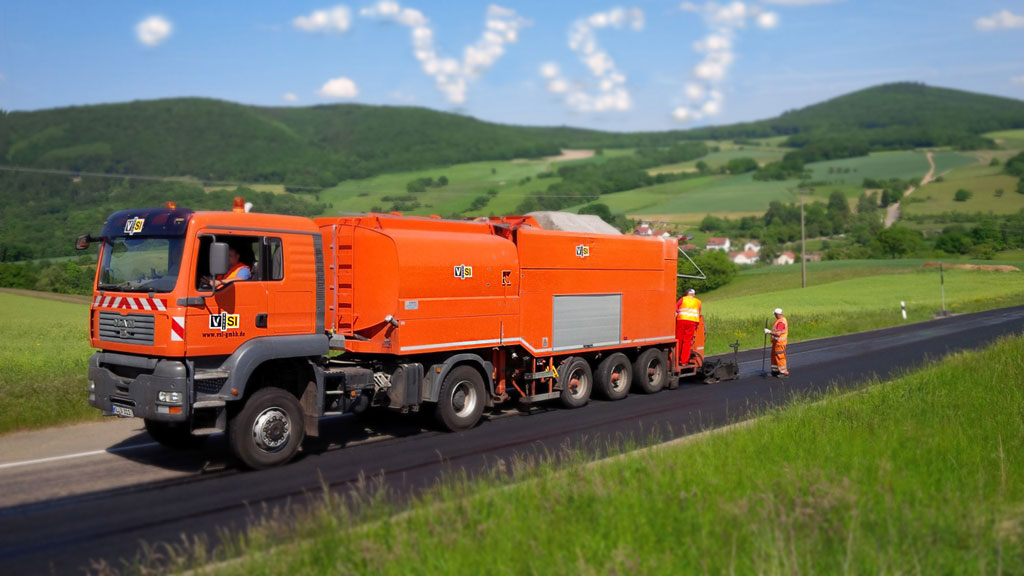
Dünne Asphaltdeckschicht in Kaltbauweise

- Geringe Verkehrsbehinderung
- Rasche Freigabe für den Verkehr
- Ressourcenschonung
- Überbaubar

||

### Dünne Schichten in Heißbauweise
Hierbei handelt es sich um ein Gemisch aus Gesteinskörnungen und Straßenbaubitumen, das in der Regel mit einer Dicke ≤ 2 cm eingebaut wird.
Mit Hilfe der dünnen Schichten in Heißbauweise (kurz DSH) können Netzrisse und Ausbrüche beseitigt werden und die Griffigkeit verbessert werden.

## Ausbessern
Die Maßnahme des Ausbesserns eignet sich für örtlich stark begrenzte Schadstellen in der Straßenbefestigung und wird in der Regel von Hand ausgeführt.
Hinsichtlich der Dauerhaftigkeit ist diese Maßnahme als ungenügend zu bewerten.

## Komplettsanierung

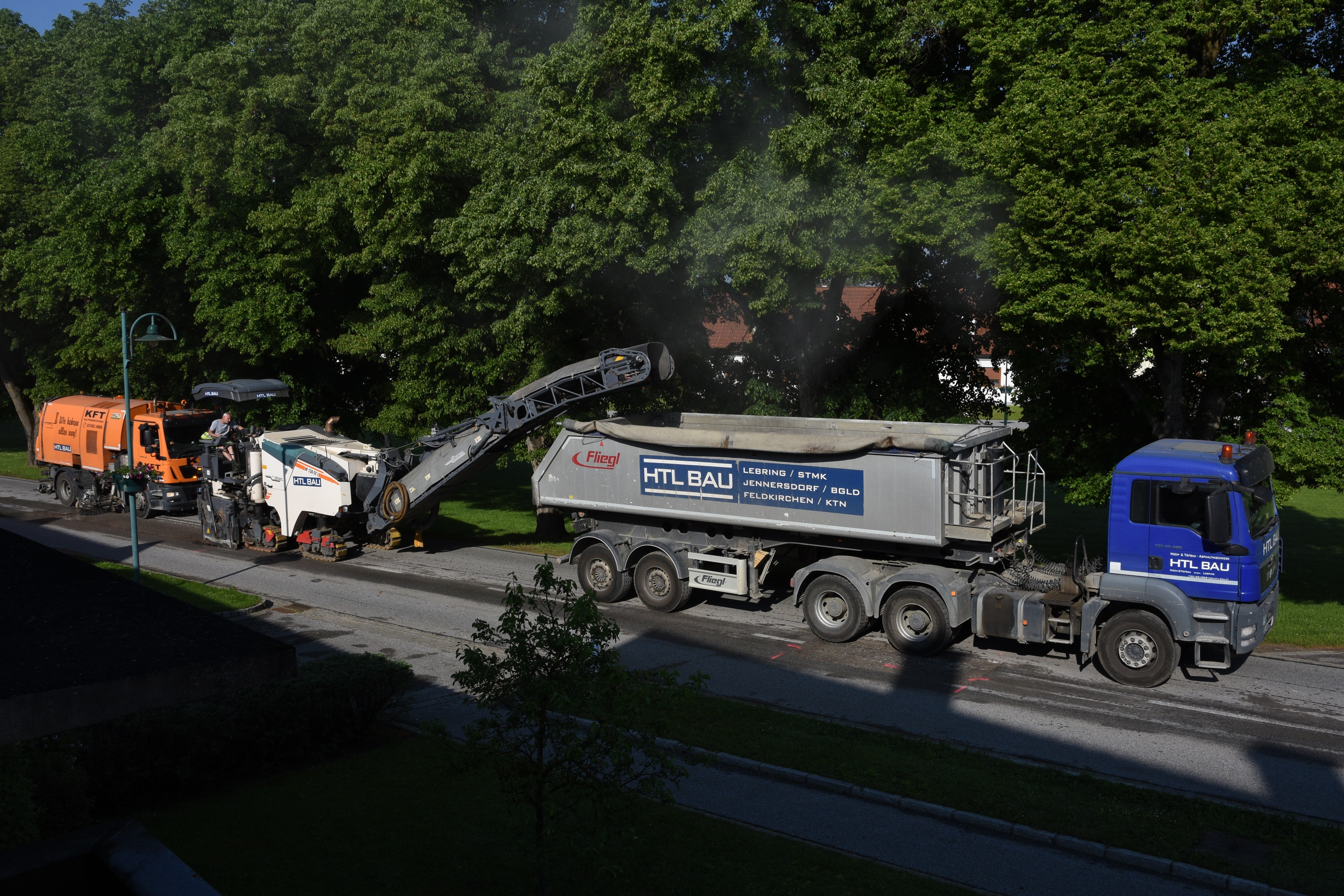
Sanierung der Asphaltschichte

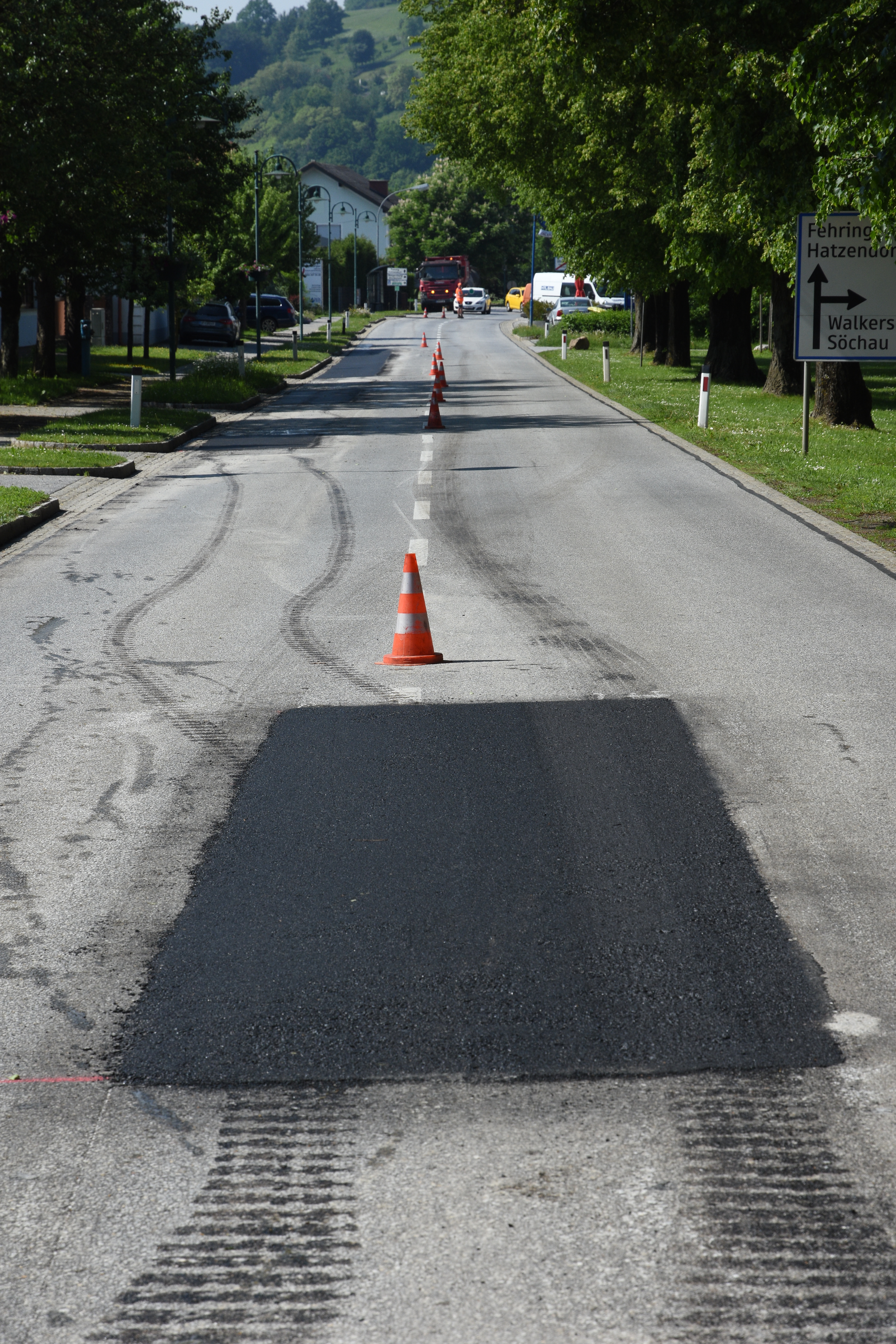
Fertige Sanierung

Bei einer Komplettsanierung werden durch Ausfräsen (Betonfräsen bei Deckschichten aus Beton) sämtliche Asphaltschichten entfernt und anschließend die Trag-, Binder- und die Deckschicht neu eingebaut.

## Oberflächenbehandlung
Bei der Oberflächenbehandlung wird lediglich die oberste Schicht saniert. Sie ist auch für den Zwischenausbau von Straßen geeignet.
Sie ist gekennzeichnet durch das Anspritzen einer Unterlage mit einem Bindemittel und dem anschließenden Abstreuen mit einer Gesteinskörnung.
Dieses Aufbringen kann mehrfach erfolgen.
Zum Anspritzen werden meist bitumenhaltige Bindemittel verwendet; auch Epoxidharze kommen zur Anwendung.
Zum Abstreuen wird in Deutschland gebrochener Naturstein verwendet, dieser kann vorbituminiert und/oder erhitzt sein.

## Normen und Standards
In Deutschland sind u. a. folgende Normen und Richtlinien zu beachten:
- ZTV BEA-StB 09/13 – Zusätzliche Techn. Vertragsbedingungen und Richtlinien für die Bauliche Erhaltung von Verkehrsflächenbefestigungen – Asphaltbauweisen
- TLG Asphalt-DSK-StB 98/03 – Technische Lieferbedingungen für Asphalt im Straßenbau Teil: Güteüberwachung, Teil: Mischgut für Dünne Schichten im Kalteinbau (demnächst abgelöst durch TL G DSK-StB 14)
- TLG Asphalt-OB-StB – Technische Lieferbedingungen für Asphalt im Straßenbau Teil: Güteüberwachung, Teil: Ausführung von Oberflächenbehandlungen (demnächst abgelöst durch TL G OB-StB 14)
- TL Gestein-StB 04 – Technische Lieferbedingungen für Gesteinskörnungen im Straßenbau
- DIN EN 13043 – Gesteinskörnungen
- TL BE-StB 07 – Technische Lieferbedingungen für Bitumenemulsionen